# Autoportrait (Chassériau)
Pour les articles homonymes, voir Autoportrait (homonymie).
L'Autoportrait de Chassériau (ou Portrait de l'Artiste en Redingote), est une peinture de 1835 réalisée par le peintre romantique français Théodore Chassériau, qui l'a réalisé à l'âge de 16 ans. Il est conservé au Musée du Louvre.

## Description
Un des rares autoportraits de Chassériau, le Portrait de l'Artiste en Redingote le montre debout et de face, légèrement penché à gauche, une main cachée à l'intérieur de sa veste noire, un petit livre tenu dans l'autre main, posé sur une nappe rouge. Au fond, c'est un mur vert-de-gris, sur lequel est accrochée une palette dans le coin supérieur gauche. La pose du peintre est élégante, et son regard a été décrit comme "étonnamment jeune, et en même temps, fatigué".
Bien que la peinture ait été comparée aux prototypes des portraits classiques et contemporains de Raphaël, Bronzino, Titien, et Ingres — cités comme inspirations —, la peinture se rapproche d'une série de portraits des membres de sa famille, peints par Chassériau dans sa jeunesse. Le portrait dépeint de façon réaliste les caractéristiques — peu attrayantes — de Chassériau, beaucoup commentées au cours de sa vie : ainsi, Alice Ozy, qui sera plus tard sa maîtresse, fait référence à lui en l'appelant « le singe ». Par comparaison, un autoportrait de 1838, également au musée du Louvre, apparaît plus idéalisé.